# Оніщук Юрій Віталійович
Ю́рій Віта́лійович Оніщу́к (27 квітня 1990-25 серпня 2014) — солдат Збройних сил України, учасник російсько-української війни.

## Життєпис
Народився 1990 року в місті Луцьк. Закінчив луцьку ЗОШ № 15, по тому — ВПУ будівництва та архітектури; отримав фах муляра, штукатура та плиточника.
Мобілізований 9 квітня 2014-го, солдат-радіотелефоніст, 51-ша окрема механізована бригада.
В ніч на 25 серпня 2014-го загинув під час бою за Іловайськ поблизу Кутейникового. 3-й батальйон бригади в тому часі опинився у оточенні біля Березного — Оленівки під постійним артобстрілом блокпосту 3906. Тоді ж поліг солдат Голяновський Руслан Вікторович.
Похований 1 вересня 2014 року у селі Гаразджа, Луцький район.
Без Юрія лишились і батьки і бабуся.

## Нагороди та вшанування
За особисту мужність і героїзм, виявлені у захисті державного суверенітету та територіальної цілісності України, вірність військовій присязі під час російсько-української війни, відзначений — нагороджений
- 27 червня 2015 року — орденом «За мужність» III ступеня.
- Його портрет розміщений на меморіалі «Стіна пам'яті полеглих за Україну» у Києві: секція 3, ряд 10, місце 6
- Вшановується 25 серпня на щоденному ранковому церемоніалі вшанування українських захисників, які загинули цього дня у різні роки внаслідок російської збройної агресії[1]
- відзнака 51-ї ОМБр «За мужність та відвагу» (посмертно)
- Почесний громадянин міста Луцька (посмертно; рішення Луцької міської ради від 25 липня 2018 № 44/1)[2]
- 20 грудня 2015 року в Луцьку на будинку, у якому мешкав Юрій Оніщук, встановлено меморіальну дошку на його честь.